# Santa Cruz de Tenerife (prowincja)
Santa Cruz de Tenerife – hiszpańska prowincja Wysp Kanaryjskich, którą tworzą wyspy La Palma, La Gomera, El Hierro i Teneryfa. W 2008 roku liczyła 1 005 936 mieszkańców.
Prowincja została utworzona w 1927 roku.
W odróżnieniu od większości prowincji hiszpańskich Santa Cruz de Tenerife nie posiada żadnego wspólnego organu administracyjnego dla całej prowincji.